# Martín de Goiti
Martín de Goiti, secondo la grafia basca moderna Martin Goiti (... – 1574), è stato un esploratore e conquistador spagnolo di origine basca, fondatore della città di Manila nelle Filippine.

## Biografia
Goiti fu uno dei soldati che seguirono la conquista spagnola delle Indie orientali e del Pacifico nel 1565. Fu a capo della spedizione che giunse a Manila, comandata da Miguel López de Legazpi nel 1569. Qui dovettero combattere numerosi scontri con il capo musulmano Raja Sulaiman III di Manila per il controllo di terre ed insediamenti.

### Battaglia di Manila (1570-1575)
Gli spagnoli giunsero a Luzon l'8 maggio 1570, accampandosi sulle coste della baia di Manila per molte settimane, formando un'alleanza coi capi tribali musulmani. Il 24 maggio 1570, scoppiarono scontri tra i due gruppi. Gli spagnoli occuparono il villaggio di Tondo dove furono accolti da migliaia di guerrieri. Qui sconfissero buona parte delle forze di Raja Sulaiman III, Raja Lakan Dula e Raja Sulaiman II. Gli spagnoli marciarono verso il fiume Pasig, occupando i villaggi di Manila il 6 giugno 1570, e bruciando gli insediamenti.
Subito dopo scoppiò una guerriglia che proseguì per dieci mesi. Gli spagnoli si asserragliarono nella zona, costruendo la caserma di Fuerza de Santiago che divenne l'avamposto per il commerci con il Messico. Gli spagnoli presero il controllo degli insediamenti il 24 giugno 1571, dopo l'arrivo di López de Legazpi a Manila che accettò un trattato di pace.
La colonizzazione spagnola aprì la strada alla fondazione di Manila come insediamento permanente e capitale delle Indie orientali spagnole. In seguito esplorò Pampanga e Pangasinan, e fondò molte città spagnole a Luzon tra il 1571 ed il 1573. A Goiti e ad altri soldati furono concesse da Filippo II di Spagna alcune hacienda per le terre che avevano conquistato. 
Nel 1574 Goiti combatté durante l'invasione di circa tremila pirati nei mari al largo della Cina il cui capo, Limahong, assediò gli spagnoli a Manila. Goiti fu ucciso dai pirati, che massacrarono molti spagnoli dei villaggi. I rinforzi spagnoli giunsero da Vigan e da Cebu. Il secondo in comando di Martín de Goiti, Juan de Salcedo, lasciò Ilocos Sur dopo aver saputo quel che era successo, andando a Manila dove scoprì che i villaggi erano in mano ai pirati. Salcedo attaccò, spingendo i pirati fuori da Manila. Limahong e la sua flotta si spostarono a Pangasinan, dove riorganizzarono le forze. 
Nel 1575 gli uomini di Salcedo marciarono a nord verso Pangasinan, inseguendo i pirati ed assediandoli per tre mesi. Gli spagnoli catturarono Limahong e la sua flotta nel fiume Pangasinan, giustiziandoli tutti.
De Goiti è sepolto nella chiesa di San Agustin ad Intramuros. A Manila Plaza Goiti è intitolata al conquistador..